# Corispermum nitidum
Corispermum nitidum är en amarantväxtart som beskrevs av Joseph August Schultes. 
Corispermum nitidum ingår i släktet lusfrön och familjen amarantväxter. Inga underarter finns listade i Catalogue of Life.